# LILRA6
LILRA6 (англ. Leukocyte immunoglobulin-like receptor subfamily A member 6) – білок, який кодується однойменним геном, розташованим у людей на довгому плечі 19-ї хромосоми. Довжина поліпептидного ланцюга білка становить 481 амінокислот, а молекулярна маса — 52 399.
| 10         |  | 20         |  | 30         |  | 40         |  | 50         |
| ---------- |  | ---------- |  | ---------- |  | ---------- |  | ---------- |
| MTPALTALLC |  | LGLSLGPRTR |  | VQAGPFPKPT |  | LWAEPGSVIS |  | WGSPVTIWCQ |
| GSLEAQEYQL |  | DKEGSPEPLD |  | RNNPLEPKNK |  | ARFSIPSMTQ |  | HHAGRYRCHY |
| YSSAGWSEPS |  | DPLELVMTGF |  | YNKPTLSALP |  | SPVVASGGNM |  | TLRCGSQKGY |
| HHFVLMKEGE |  | HQLPRTLDSQ |  | QLHSGGFQAL |  | FPVGPVTPSH |  | RWRFTCYYYY |
| TNTPRVWSHP |  | SDPLEILPSG |  | VSRKPSLLTL |  | QGPVLAPGQS |  | LTLQCGSDVG |
| YDRFVLYKEG |  | ERDFLQRPGQ |  | QPQAGLSQAN |  | FTLGPVSPSH |  | GGQYRCYGAH |
| NLSSEWSAPS |  | DPLNILMAGQ |  | IYDTVSLSAQ |  | PGPTVASGEN |  | VTLLCQSRGY |
| FDTFLLTKEG |  | AAHPPLRLRS |  | MYGAHKYQAE |  | FPMSPVTSAH |  | AGTYRCYGSY |
| SSNPHLLSFP |  | SEPLELMVSG |  | HSGGSSLPPT |  | GPPSTPASHA |  | KDYTVENLIR |
| MGMAGLVLVF |  | LGILLFEAQH |  | SQRNPQDAAG |  | R          |  |            |

A: Аланін

C: Цистеїн

D: Аспарагінова кислота

E: Глутамінова кислота

F: Фенілаланін

G: Гліцин

H: Гістидин

I: Ізолейцин

K: Лізин

L: Лейцин

M: Метіонін

N: Аспарагін

P: Пролін

Q: Глутамін

R: Аргінін

S: Серин

T: Треонін

V: Валін

W: Триптофан

Кодований геном білок за функцією належить до рецепторів. 
Задіяний у таких біологічних процесах, як адаптивний імунітет, імунітет, альтернативний сплайсинг. 
Локалізований у мембрані.